# Esteban Radoslav de Serbia
Esteban II Radoslav Nemanjić (serbio: Stefan Radoslav: serbio cirílico: Стефан Радослав; 1192 - 1235) fue rey de Serbia de 1228 a 1233.
La historiografía moderna considera que su reinado careció de importancia, tutelado políticamente por el Despotado de Epiro.

## Familia
Radoslav era el único hijo conocido de Esteban I Nemanjić y su primera esposa, Eudocia Angelina. Sus abuelos maternos fueron Alejo III Ángelo, emperador bizantino, y Eufrósine Ducas. Su abuelo paterno fue Stefan Nemanja, considerado el fundador del reino medieval serbio. Según los informes, tuvo dos hermanas. Su hermana Komnena casó con dos príncipes de Albania, primero con Dhimitër Progoni, y en segundas nupcias con Grigor Kamona. De la otra hermana no hay referencias fiables, aunque presuntamente se casó con el sebastocrátor Alexander Asen.

## Reinado
De acuerdo con El reino de los eslavos (1601) de Mavro Orbin, Stefan Radoslav ejerció como gobernador de Zachlumia durante el reinado de su padre. Sin embargo otras fuentes sobre la historia de Zachlumia no identifican su nombre.
Algunas fuentes señalan también a Radoslav en calidad de gobernador del Principado de Zeta también durante el reinado de su padre. En una carta fechada en 1222 aparece como cofundador junto a su padre del monasterio de Zica. En 1227, su padre abdicó el trono debido a una enfermedad, y se retiró a un monasterio. Radoslav le sucedió en el trono y fue coronado rey por su tío paterno Sava Nemanjić, Arzobispo de los serbios.
Radoslav se casó con Teodora Comnena c. 1217.[cita requerida] Teodora era hija de Miguel I Comneno Ducas, gobernante de Epiro. Después se casó con su prima hermana Ana Ángelo Comneno Ducas hacia 1219/1220. Esta era hija de Teodoro Comneno Ducas, que había sucedido a su hermano en Epiro. Algunos informes señalan que el matrimonio tuvo un único hijo, aunque ningún genealogista moderno ha sido capaz de demostrar su existencia.
La influencia política de Ana y su familia resultaría muy negativa para el reinado de Radoslav, lo que socavó la lealtad de su pueblo. En otoño de 1233, comenzó una rebelión contra la pareja real, lo que, a principios de 1234, les llevó a huir a Ragusa. Allí, Radoslav firmó un documento prometiendo privilegios a los mercaderes ragusanos, firmado todavía como rey. Mientras tanto, su medio hermano menor Vladislav asumió el trono de Serbia.
Tras su deposición del trono, Radoslav y Ana se retiraron a la vida monástica. Su nombre monástico fue Jovan. No existe mención documental de él después de 1235, por lo que la fecha exacta y las circunstancias de su muerte son desconocidas. Sus restos reposan en el monasterio de Studenica, en las proximidades de Kraljevo.